# Villa di Castello
La Villa di Castello es una de las villas de los Médici en Florencia, Toscana, Italia central.
La villa dio su nombre al Plano de Castello, uno de los primeros mapas de Manhattan (Nueva York) dibujado en 1660, que fue encontrado en la villa en 1900 e impreso en 1916.[cita requerida]
- Datos: Q2094778
- Multimedia: Villa di Castello / Q2094778